# Юрий Юрьевич (князь слуцкий)
Ю́рий Ю́рьевич Слу́цкий (ок. 1531 — 9 ноября 1578) — удельный князь Слуцкий (1560—1578), участник Ливонской войны. Член Рады Великого княжества Литовского.

## Биография
Представитель литовского княжеского рода Олельковичей-Слуцких герба «Погоня». Младший сын князя Юрия Семёновича Слуцкого (1493—1542) и Елены Николаевны Радзивилл (ум. 1545).
В 1560 году после смерти своего бездетного старшего брата Семёна Юрьевича Слуцкого (1542—1560) Юрий унаследовал слуцкий княжеский престол. Являлся одним из наиболее влиятельных магнатов ВКЛ. Староста бобруйский (1561—1578). До заключения Люблинской унии в 1569 году он был сенатором Рады Великого княжества Литовского. Но, будучи православным, после польско-литовской унии не попал в состав сейма Речи Посполитой.
Князь Юрий Юрьевич Олелькович-Слуцкий содержал 4-тысячное собственное войско и командовал им во время военных походов. Участвовал в Ливонской войне с Русским государством, где командовал слуцкой удельной дружиной.
Превратил Слуцк в центр православной культуры.
9 апреля 1579 года Юрий Юрьевич Слуцкий скончался, его похоронили в Киево-Печерской лавре.

## Семья
В 1558 году женился на Катажине Тенчинской (ок. 1544 — 19 марта 1592), дочери воеводы сандомирского и краковского Станислава Тенчинского (ум. 1561) от брака с Анной Богушовной. Дети:
- Юрий Юрьевич Олелькович-Слуцкий (1559—1586), князь Слуцкий с 1578;
- Александр Юрьевич Олелькович-Слуцкий (? — 1591), князь Слуцкий с 1578;
- Семён Юрьевич Олелькович-Слуцкий (? — 1592), князь Слуцкий с 1578.

По завещанию Юрия Юрьевича каждый из трех его сыновей получил по части города и трети Слуцкого княжества, а Троицкий монастырь с предместьем Тройчаны остался в их совместном владении.